# 保罗·内格罗
保罗·内格罗（義大利語：Paolo Negro，1972年4月16日—），意大利前男子足球运动员，场上位置是后卫。他曾代表意大利国家队参加2000年欧洲足球锦标赛，结果获得亚军。